# إد فان ثين
إدوارد (إد) فان ثين (16 أغسطس 1934 - 19 ديسمبر 2021)، هو سياسي هولندي. ينتمي لحزب العمل، شغل منصب وزير الداخلية في حكومة هولندا من (1981 - 1982)، ومنصب عمدة مدينة أمستردام (1983 - 1994).

## حياته
ولد بمدينة أمستردام في 16 أغسطس 1934 نشأ في حي «ريفيرنبورت» بأمستردام. بعد تفجير في عام 1940 انتقلت العائلة إلى مدينة بوسوم. في عام 1942 أعيدت العائلة إلى أمستردام تحت ضغط من قوات الإحتلال الألماني. في أوائل عام 1943 انتهى به الأمر مع والدته في معسكر ويستربورك المؤقت بسبب أصلهما اليهودي.
بعد الانتهاء من دراسته في العلوم السياسة والعلوم الاجتماعية في جامعة أمستردام البلدية، بدأ فان ثين العمل في مؤسسة «Wiardi Beckman»، المكتب العلمي لـ حزب العمل PvdA.
دخل فان ثين السياسة مع حزب العمل PvdA. بدأ حياته السياسية كمستشار في بلدية أمستردام. ثم أصبح عضوا في مجلس النواب الهولندي. في هذا كان لديه مهمة المتحدث باسم الإصلاح السياسي. في عام 1971 كان وزير الظل للنقل في حكومة الظل دن أويل.
بعد انتخابات عام 1977 التي فاز فيها لحزب العمل بعشرة مقاعد - لعب دورًا مهمًا في تشكيل الحكومة. في 1981 كان مفاوض. في حكومة فان آجت الثاني التي تم تشكيلها لاحقًا، شغل منصب وزير الداخلية.

### عمدة
شغل فان ثين منصب عمدة بلدية أمستردام من عام 1983 إلى عام 1994. في ليلة 6 إلى 7 نوفمبر 1985، حاولت مجموعة العمل «"Autonome Cellen Nederland"» (ربما نفس الجبهة المسلحة المستقلة) مهاجمة مقر إقامة فان ثين الرسمي. وُضعت قنبلتان حارقتان ثقيلتان في المبنى المجاور مقابل الحائط، بحسب كلماته على بعد متر واحد من وسادته. وفقًا لخدمة التخلص من الذخائر المتفجرة، فإن القنابل كانت ستؤدي إلى نسف الواجهة بأكملها لو انفجرت. في اللحظة الأخيرة، تم توجيه تحذير هاتفي بشأن القنابل. تم أخذ فان ثين من سريره بعد نصف ساعة من تفجير القنابل من قبل الشرطة. ربما كان الهجوم رد فعل على مسؤولية فان ثين المزعومة عن وفاة «Hans Kok» المدمن على المخدرات في زنزانة للشرطة قبل أسبوعين، وبعد ذلك ظهرت شعارات مثل «'Van Thijn killer'» و «'Van Thijn Van Zwijn'» في المدينة. 
حاول فان ثين بكل جهد تنضيم دورة الألعاب الأولمبية لعام 1992 في مدينة أمستردام. تحدث فان ثين عن هذه الامور في المجلة الأسبوعية مجلة فراي نيدرلاند.

## حياته الخاصة
كان فان ثين متزوجًا من (أوديت تامينيا) منذ عام 1992، وهو زواجه الثالث. أنجب ولدان من زواجه الأول من بينهم الممثلة ماريون فان ثين التي لعبت دور البطولة في الفيلم الهولندي De Kassière. في السبعينيات من القرن العشرين، كان لفان ثين علاقة طويلة الأمد بالسياسية هيدي دانكونا. من 1983 إلى 1990 كان متزوجًا من عضوة البرلمان آنذاك عن حزب PvdA ولاحقًا من الوزيرة Eveline Herfkens.
على الرغم من أنه لم يكن من خلفية دينية، إلا أنه وجه نفسه في السنوات الأخيرة نحو العقيدة اليهودية الليبرالية.

## وفاته
توفي فان ثين في ديسمبر 2021 عن عمر يناهز 87 عامًا.

## روابط خارجية
- الملف الشخصي في Europa Nu